# David Prieto
David Prieto Gálvez (Siviglia, 2 gennaio 1983) è un ex calciatore spagnolo, di ruolo difensore.

## Palmarès

### Club

#### Competizioni nazionali
- Segunda División B: 1

Siviglia Atlético: 2004-2005